# 아폴로 18 (영화)
아폴로 18(Apollo 18)은 2011년 개봉한 SF 공포 영화이다.

## 개요
아폴로 13호의 실화를 바탕으로 한 아폴로 13과는 달리 이쪽은 아폴로 달착륙 음모설에 기반하고 있으며 실제의 아폴로 18호와는 관계가 없는 내용이다. 촬영은 뱅쿠버에서 이루어졌으며 미국 국립 과학 대학교(en)에서 운영하는 Science & Entertainment Exchange(en)의 협력을 얻어 제작되었다. 한편 NASA에서는 본작에의 협력을 거절했다.
북미에서 1768만7709달러, 전세계에서 2556만2924달러의 흥행수입을 올렸으나 영화 자체에 대한 평은 대체적으로 나쁜 편이다.

## 줄거리
아폴로 17호는 달에 착륙한 마지막 유인 우주선으로 알려졌다. 그러나 사실 1974년에 비밀리에 아폴로 18호가 달로 발사되었다. 그러나 어느 순간에 이르러 이상한 일들이 벌어지기 시작했다. 달에는 아폴로 18호만 와 있던 것이 아니었다.

## 출연진
- 워렌 크리스티 - 벤자민 앤더슨(Benjamin Anderson)
- 로이드 오웬 - 네이슨 워커(Nathan Walker)
- 라이언 로빈스 - 존 그레이(John Grey)
- 앤드루 에어리 - 미션 컨트롤(Mission Control)
- 마이클 콥사 - 국방부 부장관

## 같이 보기
- 사라진 소련 우주비행사